# Partito Repubblicano Nazionale (Costa Rica)
Il Partito Repubblicano Nazionale (in spagnolo: Partido Republicano Nacional) è stato un partito politico costaricano protagonista anche della Guerra civile costaricana.
| Controllo di autorità | VIAF (EN) 316732715 |